# 清州上党警察署
清州上党警察署(チョンジュサンダンけいさつしょ）は、忠北地方警察庁所管の警察署である。

## 管轄区域
- 清州市のうち
  - 興徳区紛坪洞、慕忠洞、秀谷洞、山南洞
  - 上党区（ただし、清州清原警察署の管轄区域を除く）

## 沿革
- 2011年5月9日 - 清州清南警察署として開署。
- 2012年7月1日 - 芙蓉派出所を世宗警察署へ移管。
- 2014年6月30日 - 慕忠治安センター廃止。
- 2014年7月1日 - 清州上党警察署に改称。[1]賢都、南二派出所を清州興徳警察署に移管。

## 組織
- 警務課
- 生活安全課
- 捜査課
- 警備交通課
- 情報保安課

## 管轄地区隊
上党区
- 龍岩地区隊

西原区
- 紛坪地区隊

## 管轄派出所
上党区
- 加徳派出所
- 南一派出所
- 文義派出所
- 米院派出所